# Communauté de communes Faucigny-Glières
Die Communauté de communes Faucigny-Glières (inoffizielle Schreibweise auch: Communauté de communes Faucigny Glières) ist ein französischer Gemeindeverband mit Rechtsform einer Communauté de communes im Département Haute-Savoie, dessen Verwaltungssitz sich in dem Ort Bonneville befindet. Die Mitgliedsgemeinden umfassen einen Talabschnitt der Arve und der historischen Provinz Faucigny. Durch die Mitgliedschaft der Gemeinde Le Petit-Bornand-les-Glières gehört auch der Nordteil des Plateau des Glières dazu, ein verkarstetes Hochplateau in den Bornes-Alpen. Der 2005 gegründete Gemeindeverband besteht aktuell aus sieben Gemeinden und zählt 28.363 Einwohner (Stand 2022) auf einer Fläche von 150,67 km², sein Präsident ist Stéphane Valli (LR).

## Aufgaben
Zu den vorgeschriebenen Kompetenzen gehören die Entwicklung und Förderung wirtschaftlicher Aktivitäten und des Tourismus sowie die Raumplanung auf Basis eines Schéma de Cohérence Territoriale. Der Gemeindeverband bestimmt die Wohnungsbaupolitik und koordiniert die Kriminalprävention auf seinem Gebiet. Er betreibt die Abwasserentsorgung (teilweise), die Müllabfuhr und ‑entsorgung, die Straßenmeisterei, den öffentlichen Nahverkehr und den Schulbusverkehrs. Zusätzlich fördert der Verband Kultur- und Sportveranstaltungen sowie außerschulische Aktivitäten.

## Historische Entwicklung
Mit Wirkung vom 1. Januar 2019 gingen die ehemaligen Gemeinden Le Petit-Bornand-les-Glières und Entremont (vormals Communauté de communes des Vallées de Thônes) in die Commune nouvelle Glières-Val-de-Borne auf. Dadurch erhöhten sich Einwohnerzahl und Gesamtfläche des Verbands.

## Mitgliedsgemeinden
Folgende sieben Gemeinden gehören der Communauté de communes Faucigny-Glières an:
| Gemeinde                                | Einwohner 1. Januar 2022 | Fläche km² | Dichte Einw./km² | Code INSEE | Postleitzahl |
| --------------------------------------- | ------------------------ | ---------- | ---------------- | ---------- | ------------ |
| Ayse                                    | 2.325                    | 10,48      | 222              | 74024      | 74130        |
| Bonneville                              | 13.320                   | 27,15      | 491              | 74042      | 74130        |
| Brizon                                  | 465                      | 10,39      | 45               | 74049      | 74130        |
| Contamine-sur-Arve                      | 2.374                    | 6,92       | 343              | 74087      | 74130        |
| Glières-Val-de-Borne                    | 1.825                    | 71,77      | 25               | 74212      | 74130        |
| Marignier                               | 6.432                    | 19,97      | 322              | 74164      | 74970        |
| Vougy                                   | 1.622                    | 3,99       | 407              | 74312      | 74130        |
| Communauté de communes Faucigny-Glières | 28.363                   | 150,67     | 188              | –          | –            |